# 斷裂

圖一

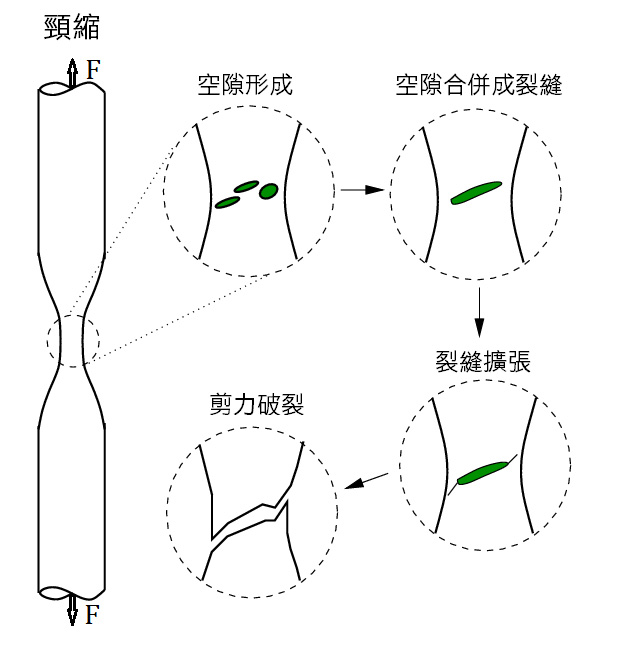
概要的延性破裂過程階段

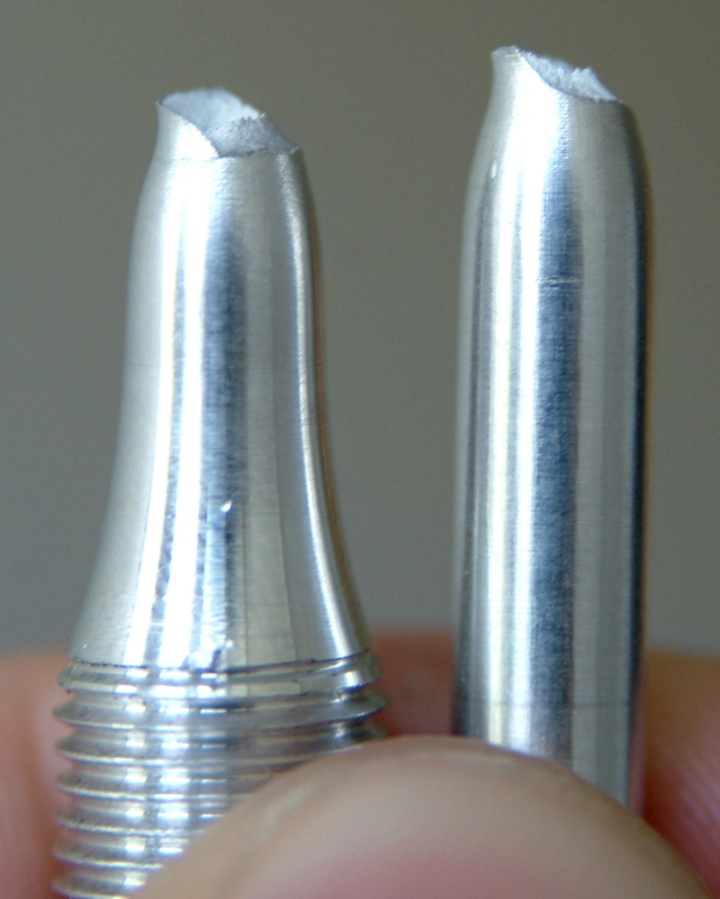
鋁合金的錐杯形破裂

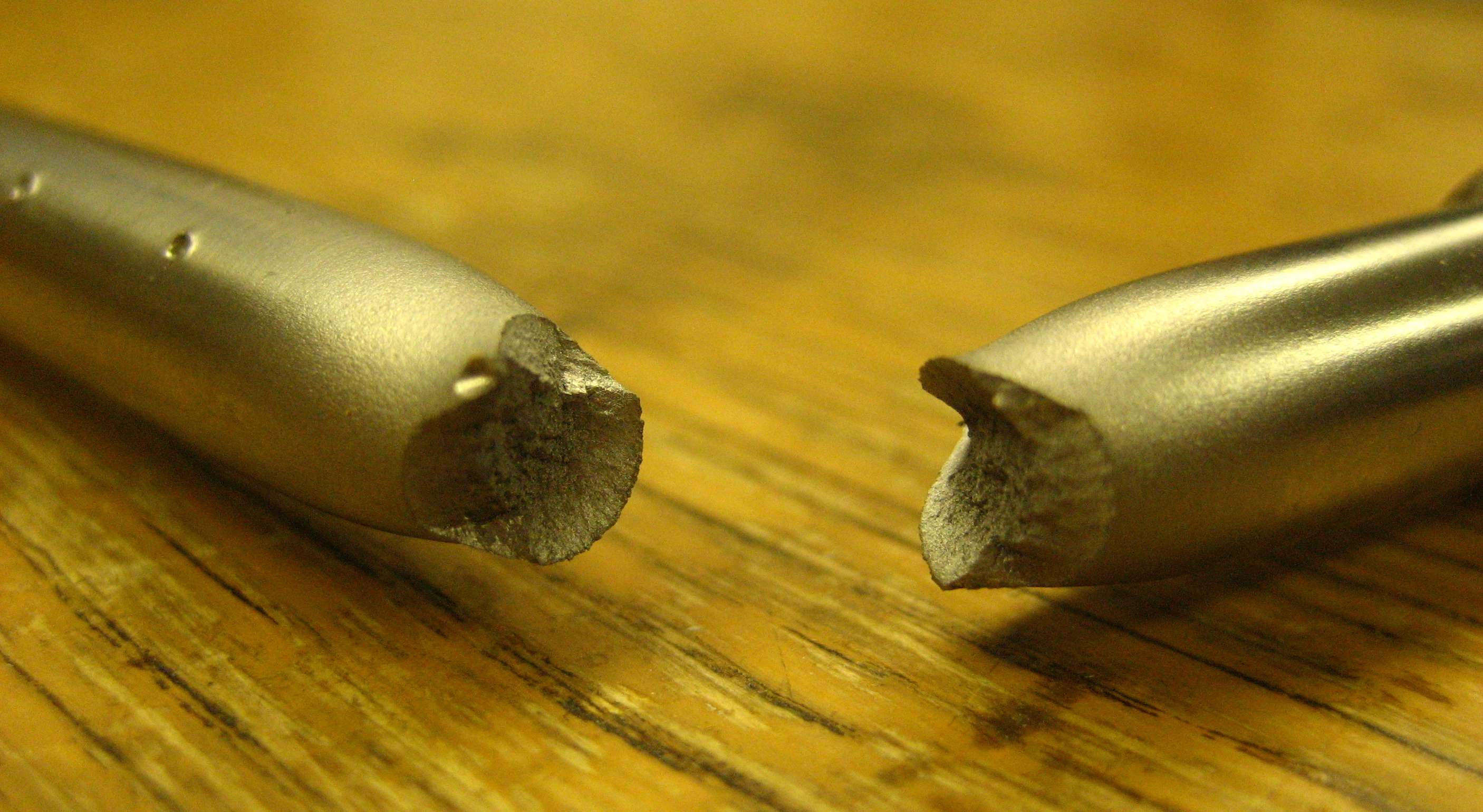
受拉伸應力延性破裂的實驗樣品

断裂（英語：fracture）指物体在力的作用下开裂分离成两个或多个部分。

## 断裂类型

### 延性斷裂
延性斷裂（英語：ductile fracture）是延性材料受力斷裂的結果，斷裂處有其獨特的宏觀及微觀特徵。相較於脆性斷裂，延性斷裂前會吸收較多能量並大幅塑性變形，通常會留下粗糙不規則的斷口。常溫下的純金和鉛，及高溫的其他金屬、高分子材料和無機玻璃，延性高，受張力拉伸時頸縮（necking）成一點才斷裂，面積收縮百分比（percentage of area reduction）近乎100%。同樣受張力拉伸，一般中等延性的金屬頸縮至一特定面積後便會斷裂，頸縮開始後，中心出現空孔，接者繼續變形，空孔持續加大且合併成裂縫，裂縫大致垂直於拉力成長，直至斷裂形成。若裂縫與張力軸約成45度，實驗樣品的一方凹陷，另一方突出，則稱作錐杯形斷裂（cone and cup fracture），呈現棉絮狀表面，為塑性形變的一特徵。以高倍率電子顯微鏡觀察棉絮狀表面處，可觀察到連綿不斷的凹坑（dimple），凹坑為空孔的一半，因承受單軸拉伸應力產生空孔後分離而成。

### 脆性斷裂
脆性斷裂（英語：brittle fracture），是指一個脆性的物質在受到拉力作用至斷裂，斷裂瞬間原物質沒有顯著的形變現象，如長度上或是體積上的變化量不大。其脆性物質通常伴隨著高強度，即要使物質斷裂需要相當大的拉力。脆性物質包括了大多數的玻璃、陶瓷，還有一些高分子物質。至於像是鐵在低溫時也會表現出脆性。和有延性物質相比，脆性物質斷裂面處相對比較平整。

## 断裂强度
断裂强度（英語：fracture strength）指材料断裂时的应力。一般通过对试样做拉伸试验，绘制应力-应变曲线，来获得材料的断裂强度。延性材料的断裂强度小于其极限抗拉强度，而脆性材料的断裂强度则等于其极限抗拉强度。

## 外部連結
- Ductile fracture （页面存档备份，存于）